# 史荦伯
史荦伯（Robert Warren Stewart，1850年3月9日—1895年8月1日）是英国圣公会差会派往中国福建省的传教士。
1850年3月9日，史荦伯出生在爱尔兰的望族，毕业于都柏林三一大學，1876年，26岁的史荦伯受英国圣公会差会派遣，携新婚妻子路易莎（Louisa Kathleen Stewart）前往中国福州传教，负责教育工作。他在福州乌石山创办榕城两等小学，在乌石山教案中被毁。
1892年，史荦伯前往澳大利亚，在各地举行巡回聚会，招募青年宣教士前往中国传教。在回到中国后，史荦伯夫妇调往古田县，并且负责照顾当地英国圣公会差会 (女部)的12位单身女传教士（在福建共有26名）。在1895年8月1日的古田教案中，史荦伯夫妇和这些单身女传教士被斋教匪徒杀害。史荦伯及其遇難家人的遺體被葬于福州倉山的洋墓亭。
史荦伯遇难后，古田的圣公会学校以他命名，1920年代发展为史荦伯初级中学，即今日的古田第二中学。